# Evropská silnice E22
Evropská silnice E22 je evropskou silnicí 1. třídy. Začíná ve velšském Holyheadu a končí v ruské Išimi. Celá trasa měří 5320 kilometrů. Trasa je po rozšíření v roce 2002 dále do Asie jednou z nejdelších evropských silnic. Jako všechny ostatní evropské silnice ani E22 není na území Spojeného království označena. Ve Švédsku je silnice označena pouze E22, nemá žádné národní označení.

## Trasa
- Spojené království
  -  Wales
    - Holyhead

  -  Anglie
    - Chester – Warrington – Manchester – Leeds – Doncaster – Immingham

- Nizozemsko
  - Amsterdam – Groningen – Bad Nieuweschans

- Německo
  - Bunde – Leer – Oldenburg – Brémy – Hamburk – Lübeck – Stralsund – Sassnitz

- Švédsko
  - Trelleborg – Malmö – Lund – Kristianstad – Sölvesborg – Karlshamn – Karlskrona – Kalmar – Norrköping

- Lotyšsko
  - Ventspils – Riga – Jēkabpils – Rēzekne – Zilupe

- Rusko
  - Velikije Luki – Moskva – Vladimir – Nižnij Novgorod – Kazaň – Jelabuga – Perm – Jekatěrinburg – Ťumeň – Išim

## Galerie

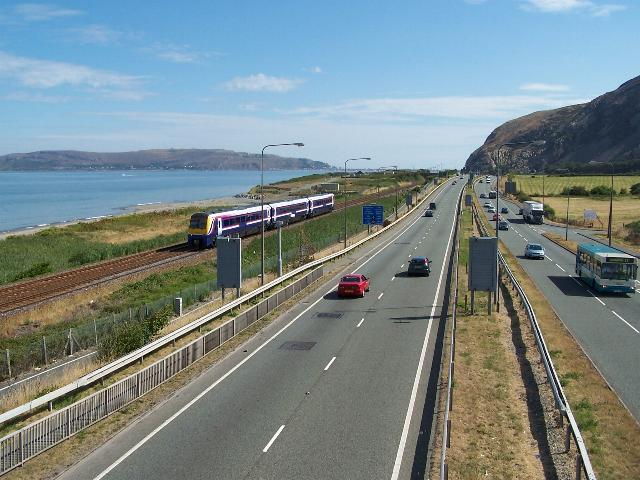
E22 ve Walesu
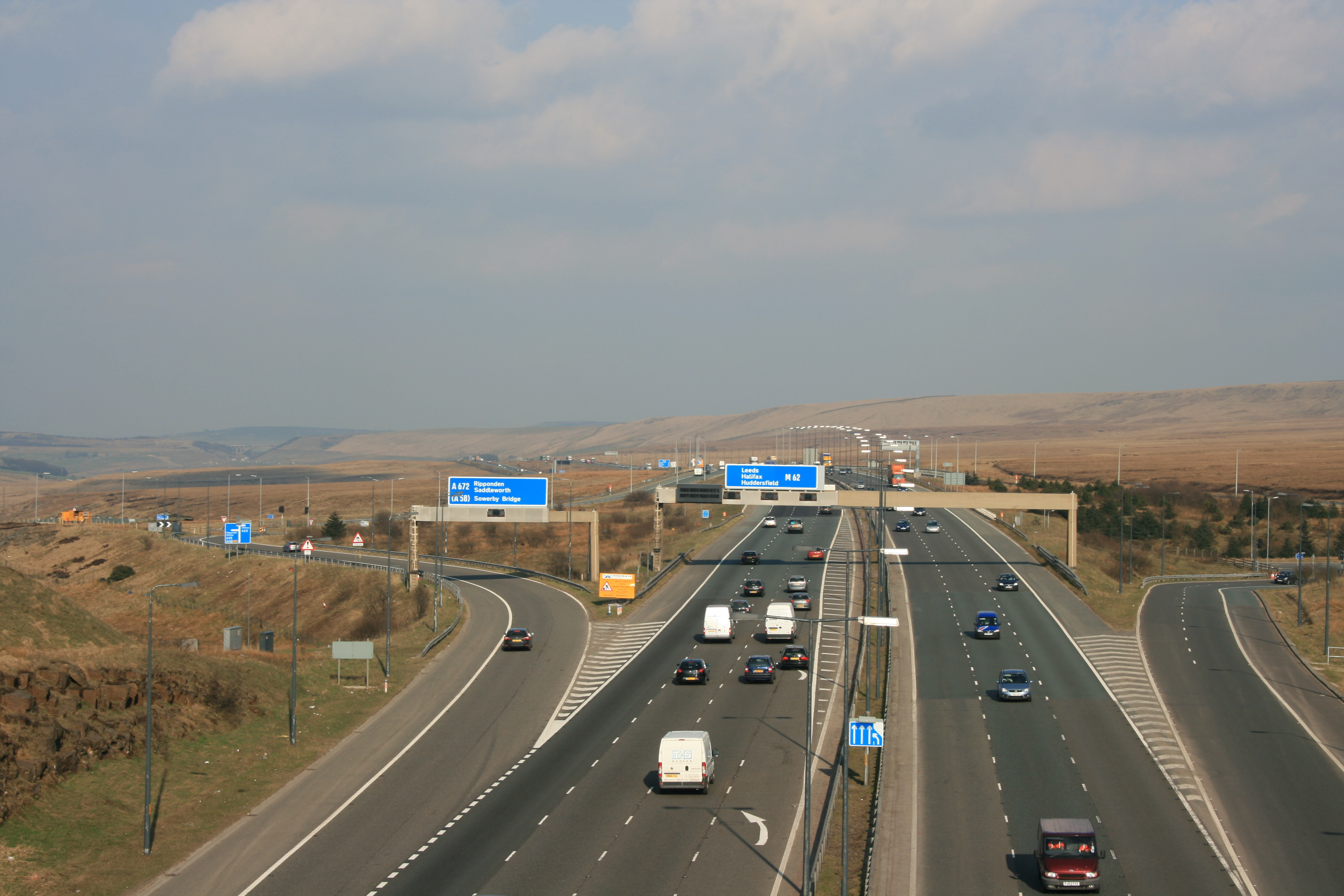
E22 v Anglii
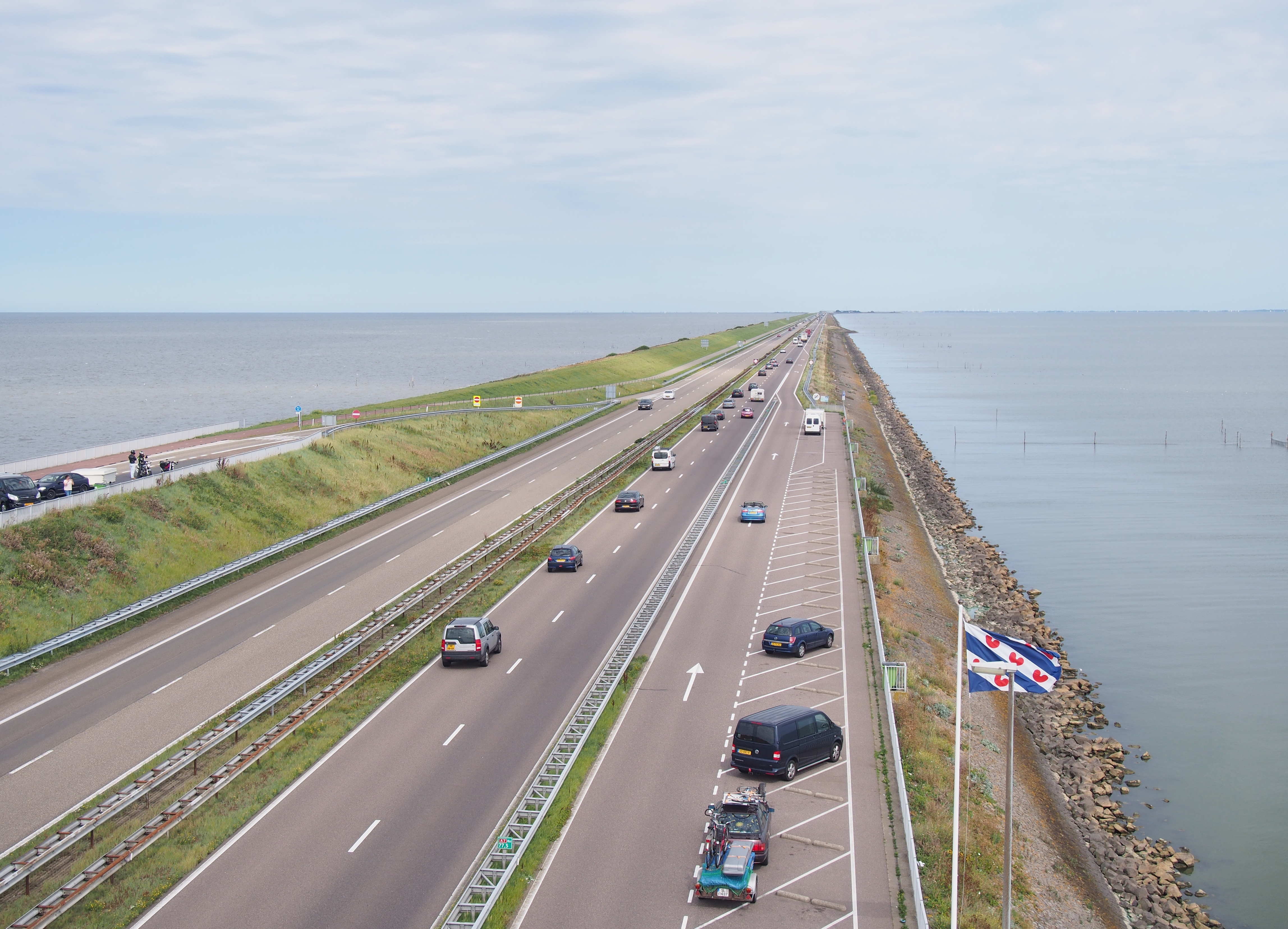
E22 vedoucí přes Afsluitdijk
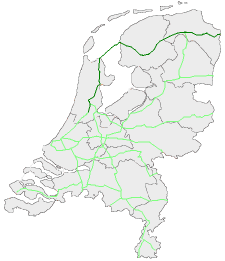
Trasa E22 v Nizozemsku
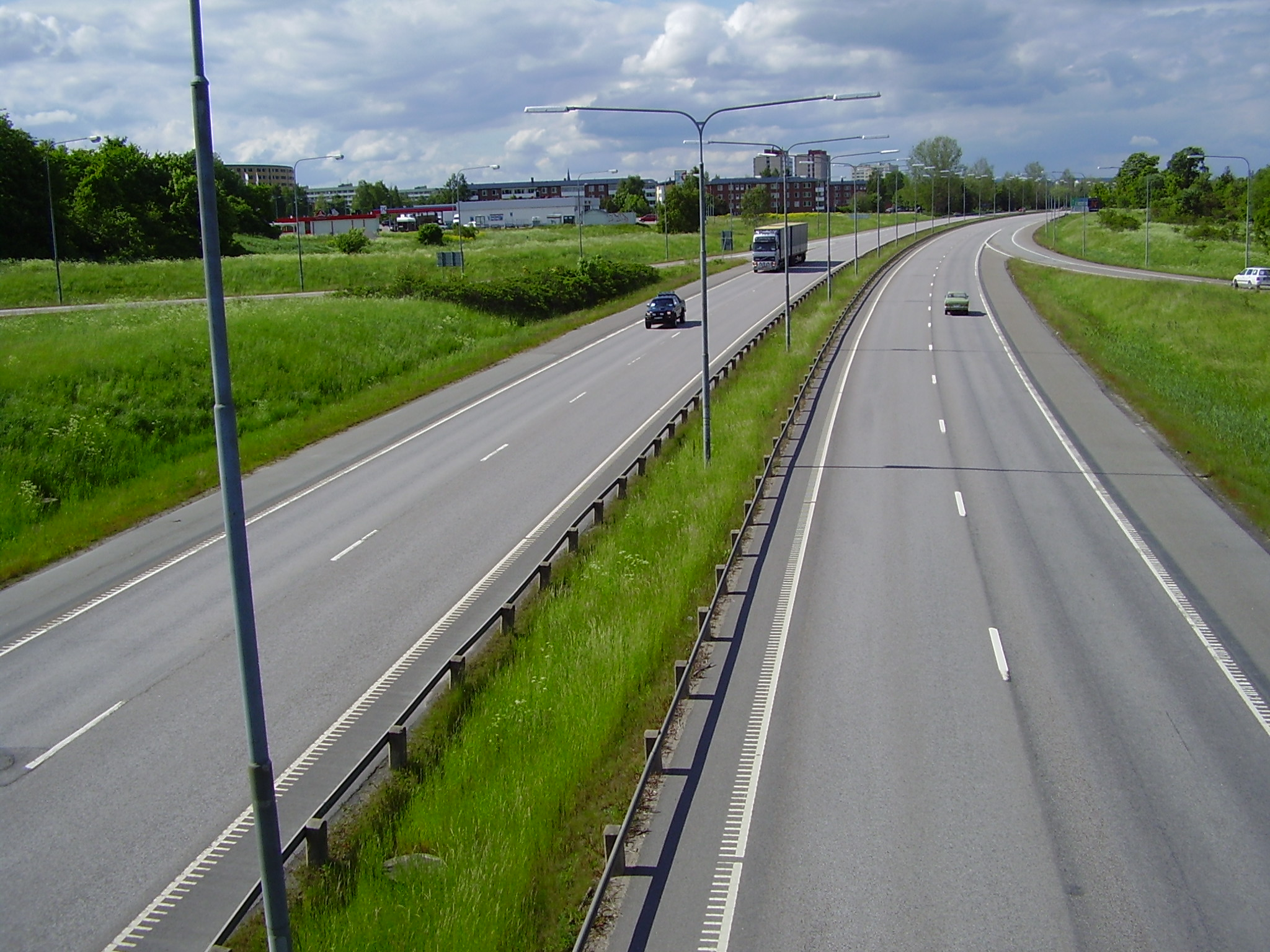
E22 v Norrköpingu
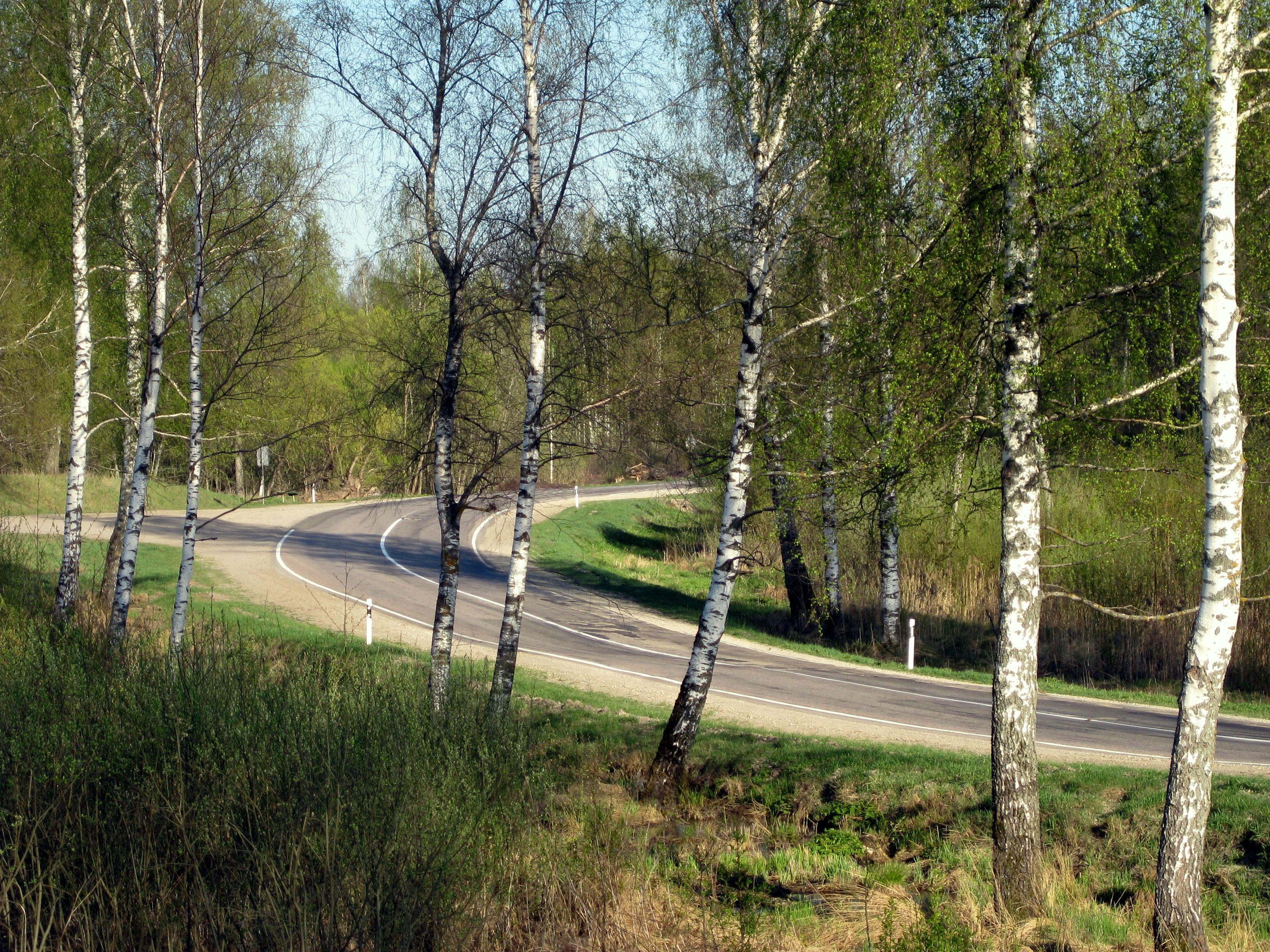
E22 poblíž Rēzekne
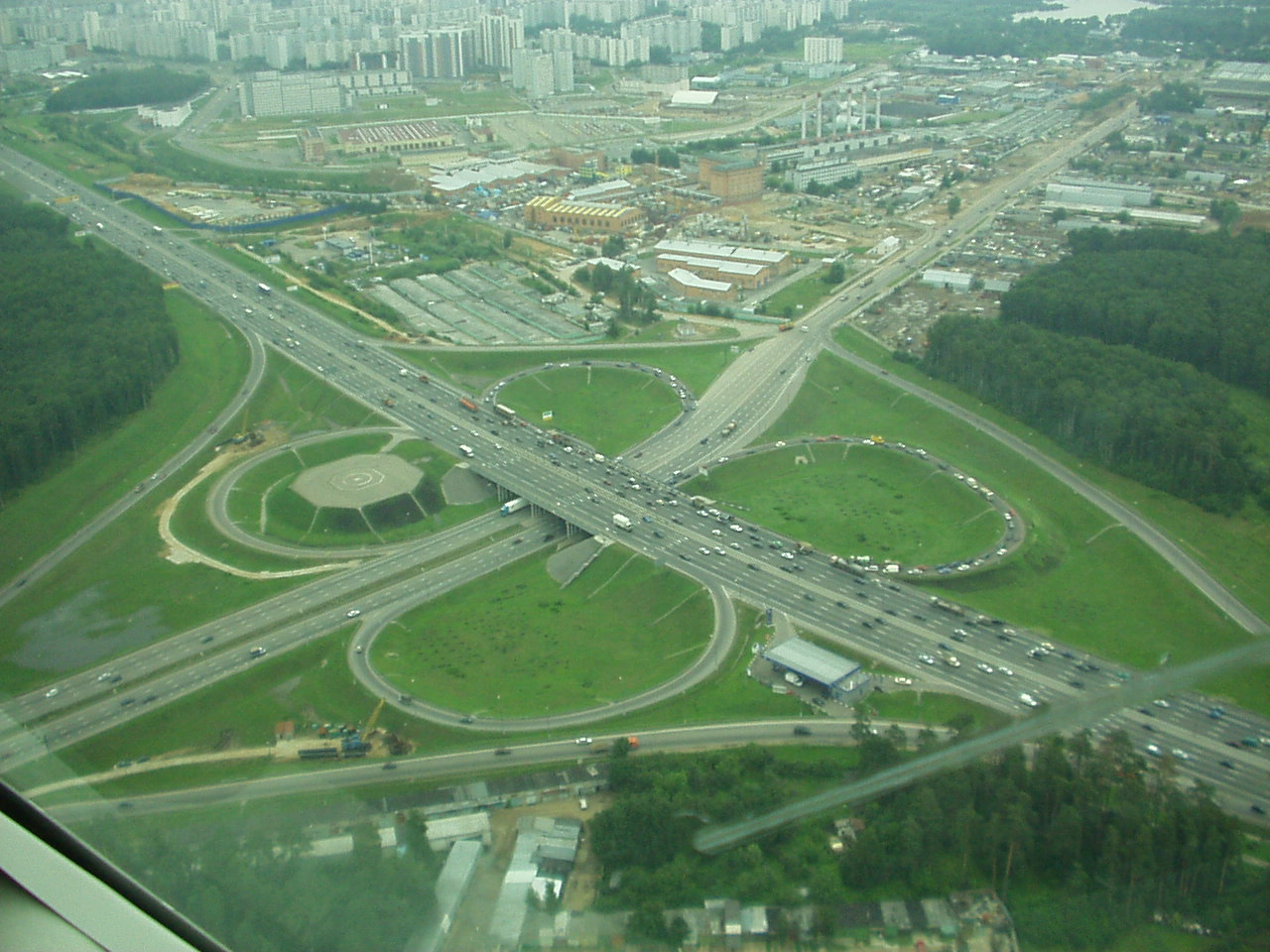
E22 v Moskvě
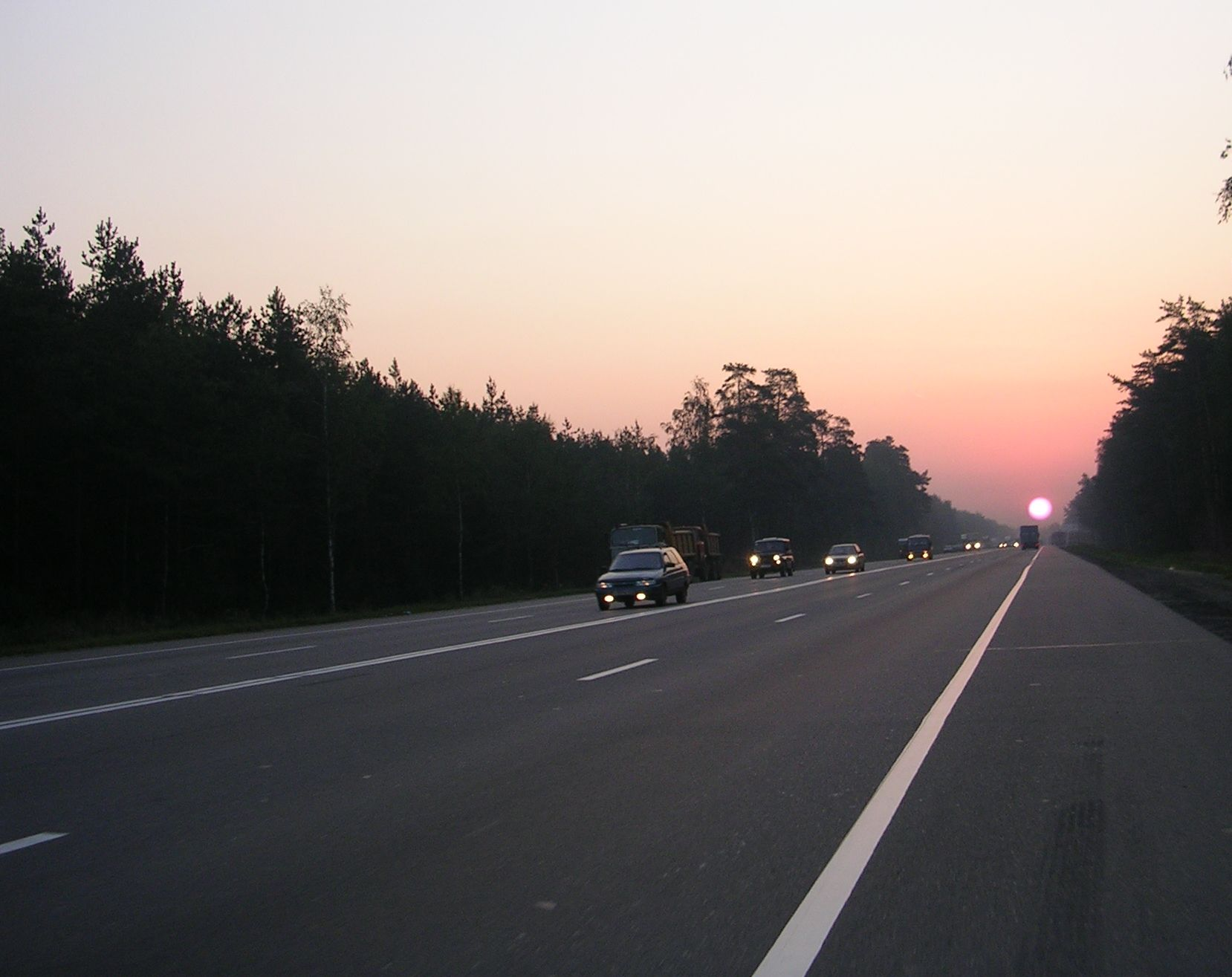
E22 v Moskevské oblasti
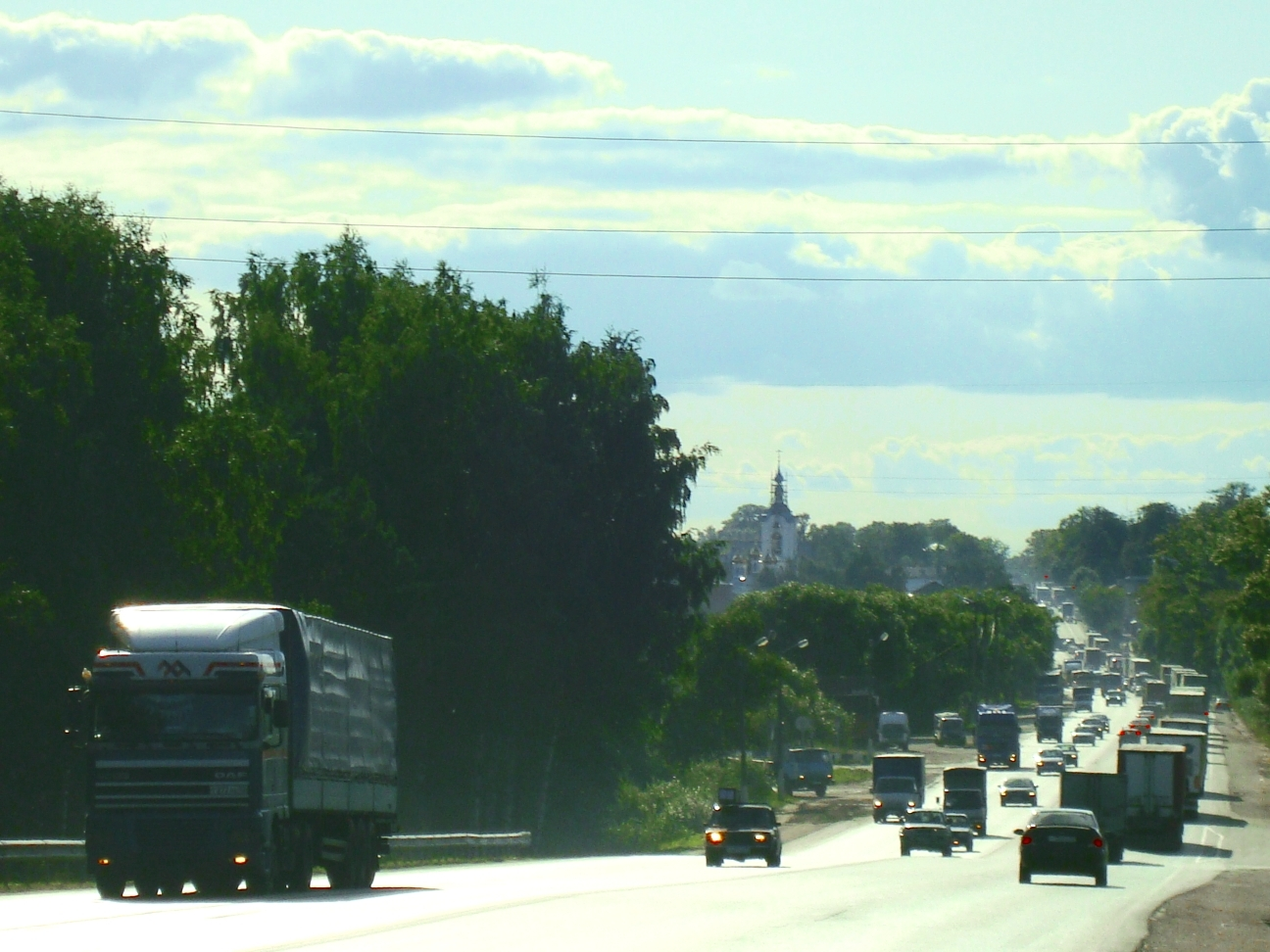
E22 v Pokrově, Rusko